# Gołubie (gromada)
Gołubie – dawna gromada, czyli najmniejsza jednostka podziału terytorialnego Polskiej Rzeczypospolitej Ludowej w latach 1954–1972.
Gromady, z gromadzkimi radami narodowymi (GRN) jako organami władzy najniższego stopnia na wsi, funkcjonowały od reformy reorganizującej administrację wiejską przeprowadzonej jesienią 1954 do momentu ich zniesienia z dniem 1 stycznia 1973, tym samym wypierając organizację gminną w latach 1954–1972.
Gromadę Gołubie z siedzibą GRN w Gołubiu utworzono – jako jedną z 8759 gromad na obszarze Polski – w powiecie kartuskim w woj. gdańskim na mocy uchwały nr 17/III/54 WRN w Gdańsku z dnia 5 października 1954. W skład jednostki weszły obszary dotychczasowych gromad Gołubie, Pierszczewo, Sikorzyno i Czaple ze zniesionej gminy Stężyca w tymże powiecie. Dla gromady ustalono 13 członków gromadzkiej rady narodowej.
1 stycznia 1962 gromadę zniesiono, a jej obszar włączono do gromad: Brodnica Górna (miejscowości Nowe Czaple, Stare Czaple, Kluzypowo i Czapielski Młyn), Stężyca (miejscowości Gołubie, Pierszczewo, Mostwin, Pierszczewko, Teklowo i Smugi) i Szymbark (miejscowości Sikorzyno, Stara Sikorska Huta i Nowa Sikorska Huta) w tymże powiecie.